# Team Heizomat
Team Heizomat was een wielerploeg die een Duitse licentie had. De ploeg bestond van 2008 tot en met 2019. Heizomat kwam uit in de continentale circuits van de UCI. Markus Schleicher was de manager van de ploeg.

## Seizoen 2014

### Transfers
| Inkomend        | Team 2013           | Uitgaand            | Team 2014                       |
| --------------- | ------------------- | ------------------- | ------------------------------- |
| Florenz Knauer  | Seven Stones (2011) | Manuel Straub       | Gestopt                         |
| Oliver Mattheis | Neo                 | Yannik Achterberg   | Onbekend                        |
| Julian Essers   | Neo                 | Raphael Freienstein | Charter Mason Giant Racing Team |
|                 |                     | Max Merk            | Onbekend                        |
|                 |                     | Jan Wälzlein        | Onbekend                        |

## Seizoen 2013

### Renners
| Naam                | Geboortedatum    | Nationaliteit | Ploeg 2012 |
| ------------------- | ---------------- | ------------- | ---------- |
| Yannik Achterberg   | 26 januari 1994  | Duitsland     | Neo        |
| Jan-Niklas Droste   | 24 juli 1990     | Duitsland     | Neo        |
| Raphael Freienstein | 7 april 1991     | Duitsland     |            |
| Alexander Grad      | 3 februari 1990  | Duitsland     | Geen       |
| Max Merk            | 27 februari 1993 | Duitsland     | Neo        |
| Dario Rapps         | 2 juli 1994      | Duitsland     | Neo        |
| Fabian Schormair    | 23 oktober 1994  | Duitsland     | Neo        |
| Manuel Straub       | 9 maart 1993     | Duitsland     |            |
| Jan Wälzlein        | 27 november 1993 | Duitsland     | Neo        |
| Johannes Weber      | 30 juli 1994     | Duitsland     | Neo        |